# Yucca declinata
Yucca declinata es una especie de planta fanerógama perteneciente a la familia Asparagaceae. 

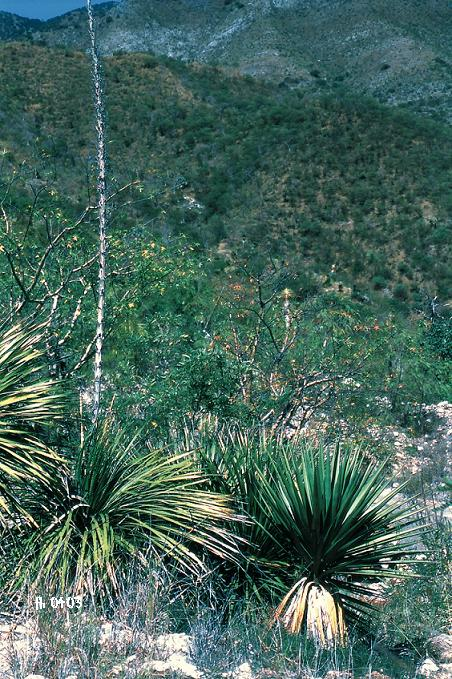
Vista de la planta

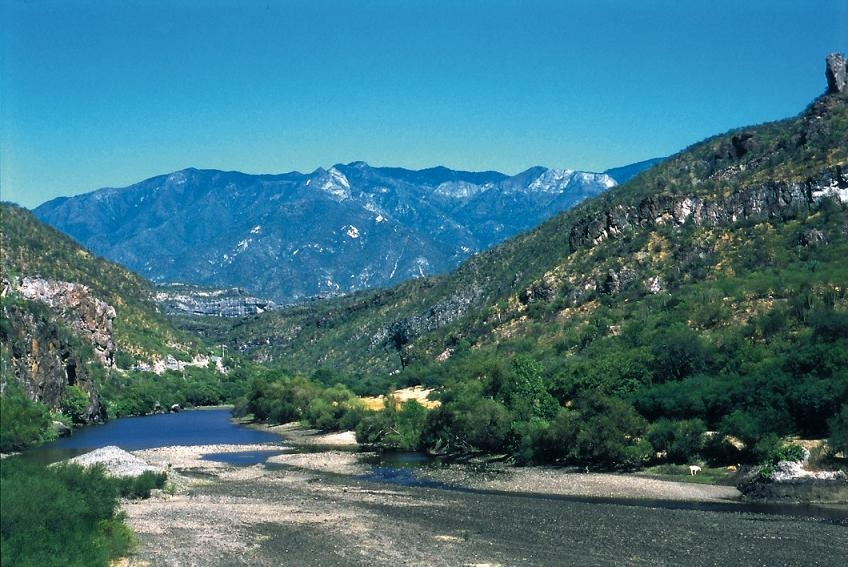
Hábitat

## Distribución y hábitat
Se encuentra sólo de la vecindad de Bacanora, en el mexicano estado de Sonora. La especie se encuentra en bosques abiertos y matorrales sobre suelos volcánicos y piedra caliza.
El botánico Howard Scott Gentry fue el primero que recolectó la especie y lo mencionó en la prensa, señalando las diferencias entre esta población y la especie estrechamente relacionada Y. grandiflora H. S. Gentry and Y. arizonica McKelvey (sic, = Yucca baccata var. brevifolia L. D. Benson & R. A. Darrow). No obstante, no lo describe como una nueva especie. Un examen posterior de sus descripciones y sus materiales condujo al reconocimiento de esta como una nueva especie.

## Descripción
La planta alcanza un tamaño de hasta 6 m de altura, con la ramificación de la corona y de retoños en la base en forma de árbol. Las hojas miden hasta 140 cm de largo, de color verde amarillento, sin dientes. El tallo floral es de hasta 130 cm de largo, glabro, generalmente perpendicular al tallo principal. Las flores son pequeñas, blancas. El fruto oblongo, estrechándose en la base, de 15-20 cm de largo, no se divide cuando está maduro. Las semillas negras y planas, ligeramente en forma de huevo, 1,0 a 1,5 cm de diámetro. 

## Taxonomía
Yucca declinata fue descrita por Joseph Edward Laferrière y publicado en Cactus and Succulent Journal 67(6): 347. 1995.
Etimología
Yucca: nombre genérico que fue nombrado por Carlos Linneo y que deriva por error de la palabra taína: yuca (escrita con una sola "c").
declinata: epíteto latíno que se refiere al hecho de que esta es la única especie conocida de yucca en la que el tallo de floración está orientado horizontalmente.